# Nissan Laurel Spirit
Nissan Laurel Spirit — автомобиль, выпускавшийся компанией Nissan с 1982 по 1990 годы. Позиционировался как «роскошная компактная модель» Nissan Laurel на базе Nissan Sunny, с высококлассной отделкой салона, при этом, цена самой дешёвой комплектации этой «компактной» версии Nissan Laurel была в то время дороже, чем цена самой модели Nissan Laurel в самой лучшей комплектации.
Базой модели служили 5-6 поколения (тип кузова B11-12) Nissan Sunny. И первое и второе поколение выпускалось только в 4-х дверном кузове седан. Использовалась окраска в цвета металлик в цвета, доступные только для топовых версий Nissan Laurel.

## История
Первое поколение B11 (1982—1986)
Модель появилась в январе 1982 года на базе кузова B11. В ноябре 1983 года был незначительно изменён дизайн — установлены другие решетка радиатора и задние фонари. Гамма двигателей: E15S и E15E (оба объёмом в 1,5 л.), в январе 1983 года был добавлен 115-сильный двигатель E15ET с турбонаддувом (Turbo XJ), а в ноябре был добавлен дизель CD17 объёмом 1,7 л. Комплектации: LT (GL), LT-G (GL-L), LF (SGL), XJ (SGL Extra), XJ-E (SGX-E).
2-е поколение B12L (1986—1990)
В августе 1986 года со сменой кузова Nissan Sunny на В12 сменилось и поколение Nissan Laurel Spirit. Внешне модель была более дифференцирована от Sunny — крылья с декоративной панелью C-pillar, на капоте установлен значок. Во втором поколении появились такие опции как: гидроусилитель руля, электрические стеклоподъемники, центральный замок дверей. Гамма двигателей — три прежних: E15S, E15E и дизель CD17, а турбированый E15ET заменён 4-цилиндровым 16-клапанным двигателем CA16DE, устанавливаемым на лучшую комплектацию «1600 Grand Limited Twin Cam». В сентябре 1987 года появилась полноприводная версия 4WD. В октябре 1988 года — появились комплектации Grand Limited и Royal Grand Limited E с сиденьями из натуральной кожи.
Прекращение производства
В ноябре 1989 года производство было прекращено. Это было связано с тем, что в это время в Японии появился маньяк Цутому Миядзаки, который использовал автомобиль подобной марки. Продажи модели упали. В июне 1990 года в линейке компании модель была заменена моделью с другим названием — Nissan Presea, и продажи прекратились.

## Галерея-сравнение
- Nissan Laurel Spirit B12
- Nissan Laurel Spirit B12
- Nissan Sunny В12
- Nissan Sunny В12
- Nissan Laurel C32
- Nissan Laurel C32